# Ringim
Ringim, est une zone de gouvernement local de l'État de Jigawa au Nigeria,et, depuis novembre 1991, un émirat.

## Source
- (en) Cet article est partiellement ou en totalité issu de l’article de Wikipédia en anglais intitulé « Ringim » (voir la liste des auteurs).